# Ѳ
Ѳ, ѳ（称呼为Фита, fita）是一个早期西里尔字母，由希腊字母Θ演变而成。
因为在俄语中，Ѳ主要读/f/音，不像英语th往往会发特别的/θ/音，而近代俄语以Т译Θ，故而Ѳ在1918年之后的俄语已不再使用，写法改为Ф，而功能以Т代替。
Ө (oe)是另外一个西里尔字母，使用于蒙古语、图瓦语等非斯拉夫语言。

## 音值
代表/f/，现代在古借词中改写为ф，如Матфей（马太，源于古希腊语Ματθαῖος，对应英语Matthew）。
在南斯拉夫语支中，读如/t/。

## 参看
- Фф（西里尔字母）
- Θθ（希腊字母）